# Hans Moravec
Hans Peter Moravec (ur. 30 października 1948 w Kautzen, Austria) – kanadyjski futurolog i transhumanista; profesor badawczy w Instytucie Robotyki przy Uniwersytecie Carnegie Mellon w Pittsburghu. 

## Życiorys
Dzieciństwo i młodość spędził w Kanadzie, następnie studiował w latach 1969–1971 na Uniwersytecie Zachodniego Ontario oraz w 1971–1980 na Uniwersytecie Stanforda, gdzie otrzymał tytuł doktora (1980) za pracę nad skonstruowaniem pierwszego autonomicznego robota (tzw. Stanford Cart), zdalnie sterowanego przez komputer z użyciem zaawansowanego systemu nawigacji obrazowej. Obecnie posiada obywatelstwo kanadyjskie.
Hans Moravec jest autorem wielu prac z zakresu technologii, a także futurologii (w szczególności transhumanizmu) – Moravec przewiduje m.in. że do roku 2040 dzięki stale wzrastającej mocy obliczeniowej komputerów, roboty będą w stanie odczuwać i wyrażać emocje, a także że ewolucja maszyn zostanie znacznie przyspieszona. Według Moraveca, superkomputery około 2030-2040 roku mają osiągnąć wydajność mózgu człowieka.
W szeregu prac dotyczących robotyki skonstruował modele dotyczące tzw. widzenia maszynowego (ang. MV, Machine Vision) za pomocą których mobilne autonomiczne roboty określały by tzw. region zainteresowania (ang. ROI, Region Of Interest) – rozpoznawany przez maszynę z użyciem przetworników CCD oraz czujników podczerwieni i ultradźwiękowych. Specjalne oprogramowanie wykorzystując obróbkę statystyczną dostarczanych przez czujniki danych tworzy trójwymiarową mapę otoczenia dzięki któremu robot może się poruszać samodzielnie na zadanym obszarze.
Prace nad modelem zostały zintensyfikowane, gdy w 1998 Hans Moravec otrzymał grant od amerykańskiej Agencji Rozwoju Zaawansowanych Obronnych Projektów Badawczych (ang. DARPA, Defense Advanced Research Projects Agency). Fundusze w wysokości 1 miliona dolarów umożliwiły opracowanie w 3,5 roku odpowiedniego oprogramowania i zaimplementowanie go do modelu robota autonomicznego.
Praktyczne zastosowanie modelu widzenia maszynowego nastąpiło w 2003, kiedy to Moravec wraz ze Scottem Friedmanem, przedsiębiorcą i fizykiem z Uniwersytetu w Pittsburgu założył zajmującą się robotyką firmę Seegrid Corporation. Firma skoncentrowala się na budowie widzących robotów przemysłowych, a w szczególności autonomicznych robotów magazynowych, potrafiących rozpoznawać otoczenie i uczących się samodzielnego poruszania w halach magazynowych (w odróżnieniu od dotychczasowych konstrukcji tego typu, roboty magazynowe z Seegrid Corporation nie wymagają wcześniejszego zaprogramowania robota w celu funkcjonowania na wcześniej przygotowanym i kontrolowanym terenie).